# 亞當斯岩
亞當斯岩（英語：Adams Rocks）是南極洲的岩石，位於瑪麗伯德地，處於瓊山以西11公里，屬於福特山脈中菲利普斯山脈的一部分，現時由南極條約體系管理。